# 妹尾泰利
妹尾 泰利（せのお やすとし、1924年2月25日 - ）は、日本の機械工学者、流体機械学者。九州大学名誉教授。専門はターボ機械。

## 経歴
福岡県に生まれる。1941年福岡県中学修猷館、1943年旧制福岡高等学校理科乙類を経て、1945年、九州帝国大学工学部機械工学科卒業。
1948年1月、九州大学工学部助教授に就任。1952年、「摩擦ポンプの研究」により工学博士の学位を取得。1954年、マサチューセッツ工科大学(MIT)に留学し、1958年、同助教授に就任。傍ら、エアリサーチ社上級専門技師を務める。1964年に帰国し、同年9月、九州大学生産科学研究所教授に就任。空気工学部門、熱エネルギー輸送工学部門を担当し、1981年、同研究所所長に就任する。1985年、アメリカ機械学会フェローとなる。
1987年3月、九州大学を定年退官し、三浦工業取締役三浦研究所専務に就任。1993年6月、退任し同技術顧問となる。
1989年11月、「流体工学における研究実績」により紫綬褒章受章。
指導学生に古川明徳九州大学名誉教授など。

## 受賞
- 1961年 アメリカ機械学会ムーディ賞
- 1967年 松永賞 「ターボ機械内部の流動に関する研究」
- 1974年 日本機械学会論文賞 「ターボ機械の羽根車内の流れ」
- 1978年 日本機械学会論文賞 「羽根なしディフューザ内の左右非対称流れの解析」
- 1988年 日本機械学会論文賞 「遠心および軸流羽根車翼端すきまに基づく圧力損失」
- 1992年 日本ガスタービン学会功労賞
- 1995年 日本機械学会技術賞 「低NOXボイラの開発」
- 2002年 日本機械学会流体工学部門賞
- 2003年 日本学士院賞 「遠心式ターボ機械内の流れに関する流体力学的研究」
- 2003年 ターボ機械協会特別賞
- 2007年 全国発明表彰日本商工会議所会頭賞